# 간난 티베트족 자치주
간난 티베트족 자치주(티베트어: དཀར་ལྷོ་བོད་རིགས་རང་སྐྱོང་ཁུལ་ 가인로 티베트족 자치주, 중국어 간체자: 甘南藏族自治州, 병음: Gānnán Zàngzú Zìzhìzhōu)는 간쑤성의 남동쪽에 위치한 티베트족 자치주이다. 면적은 40,201km2이고 중심지는 허쭤이다.

## 지리
북쪽에서 동쪽으로 간쑤성의 린샤 후이족 자치주, 딩시 시, 룽난 시, 남쪽은 쓰촨성의 아바 티베트족 창족 자치주, 서쪽은 칭하이성의 하이둥 지구, 황난 티베트족 자치주, 궈뤄 티베트족 자치주와 접한다.

## 인구
2000년에 인구는 64만 106명(1인당 인구밀도가 15.65 km)이다.

## 2000년의 간난의 민족 구성

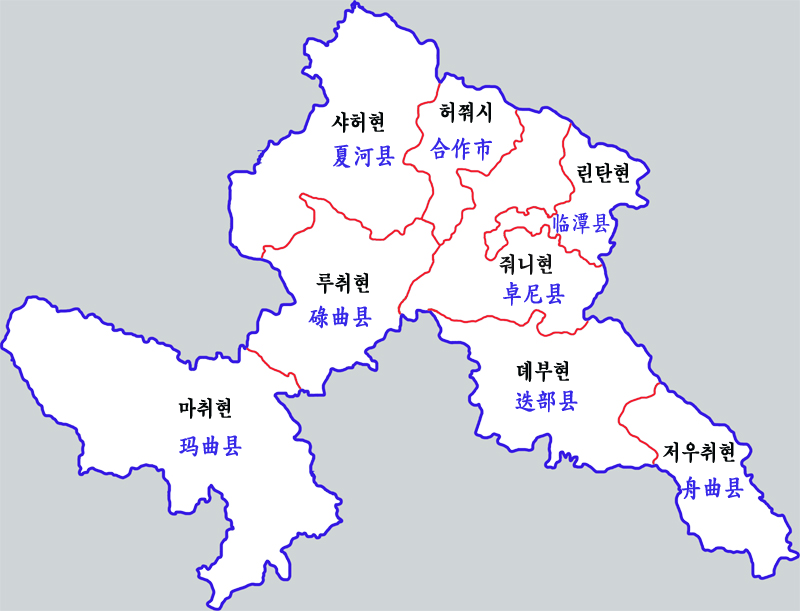
간난 티베트족자치주 현급 행정구역도

| 민족     | 인구    | 비율(%) |
| -------- | ------- | ------- |
| 티베트족 | 329,278 | 51.44%  |
| 한족     | 267,260 | 41.75%  |
| 후이족   | 41,163  | 6.43%   |
| 투족     | 939     | 0.15%   |
| 둥샹족   | 258     | 0.04%   |
| 만주족   | 257     | 0.04%   |
| 사라족   | 222     | 0.03%   |
| 몽골족   | 215     | 0.03%   |
| 기타     | 514     | 0.09%   |

## 행정 구역
1개의 현급시, 7개의 현을 관할한다.
현급시
- 허쭤 시(合作市)

현
- 린탄 현(临潭县)
- 줘니 현(卓尼县)
- 저우취 현(舟曲县)
- 뎨부 현(迭部县)
- 마취 현(玛曲县)
- 루취 현(碌曲县)
- 샤허 현(夏河县)

## 교통

### 항공
- 간난 샤허 공항